# Día de la Aviación Panamericana
El Día de la Aviación Panamericana es un día de celebración federal en los Estados Unidos que se celebra el 17 de diciembre.
Según el Título 36 del Código de Reglamentos Federales Nº 134, en el Día de la Aviación Panamericana el presidente del país llama a "todos los funcionarios del Gobierno de los Estados Unidos, los principales cargos ejecutivos de los estados, territorios y posesiones de los Estados Unidos y todos los ciudadanos a participar en la celebración del Día de la Aviación Panamericana para promover y estimular el interés en la aviación en los países americanos como un estímulo importante para un mayor desarrollo de comunicaciones más rápidas y un desarrollo cultural entre los países del hemisferio occidental".
La fecha conmemora el primer vuelo exitoso de una nave más pesada que el aire propulsada mecánicamente, realizado el 17 de diciembre de 1903 por los hermanos Wright, pioneros de la aviación estadounidense, cerca de Kitty Hawk, Carolina del Norte. 